# BEJ48
BEJ48 (viết tắt của BEIJING) là nhóm nhạc thần tượng Trung Quốc, đây là một trong những nhóm chị em đầu tiên của SNH48. Nhóm có nhà hát riêng, nằm trong Trung tâm mua sắm Chaoyang U-Town ở Bắc Kinh, Trung Quốc. Cùng với GNZ48, các thành viên đầu tiên đã được ra mắt vào ngày 20 tháng 4 năm 2016.

## Nhóm chị em
- SNH48
- GNZ48
- CKG48
- CGT48

## Single Units.
- Senbatsu (選拔組)
- Top 7

## Team B
- Màu đại diện: đỏ hồng
- Thành viên: 15 thành viên chính
- Đội trưởng Là Trần Trăn Trăn

| Nghệ Danh                      | Nghệ Danh      | Tên Thật          | Tên Thật | Tên Thật       | Ngày Sinh         | Quê Quán       | Thế Hệ  | Tên Fandom                                  | Màu Tiếp Ứng | Ghi Chú                              |
| Hán Việt                       | Bản Ngữ        | Hán Việt          | Bản Ngữ  | Latin          | Ngày Sinh         | Quê Quán       | Thế Hệ  | Tên Fandom                                  | Màu Tiếp Ứng | Ghi Chú                              |
| ------------------------------ | -------------- | ----------------- | -------- | -------------- | ----------------- | -------------- | ------- | ------------------------------------------- | ------------ | ------------------------------------ |
| Niên Cao                       | 年糕           | Bao Doanh         | 包楹     | Bao Ying       | 18/12/2002        | Nội Mộng       | 15th    |                                             |              |                                      |
| Nghệ Nghệ                      | 艺艺           | Trần Nghệ         | 陈艺     | Chen Yi        | 23/04/2004        | Chiết Giang    | 14th    |                                             |              |                                      |
| Trần Tử Tương Trăn Trăn Minako | 蓁子酱 蓁蓁    | Trần Trăn Trăn    | 陈蓁蓁   | Chen ZhenZhen  | 20 tháng 5, 2000  | Sơn Đông       | 9th     | Trăn Thôi (蓁推 - ZhenTui)                  | Đỏ           | Đội Trưởng                           |
| 77 Vân Yên Thanh Tử            | 云烟清子       | Hoàng Tuyên Khởi  | 黄宣绮   | Huang XuanQi   | 10 tháng 9, 2004  | Tứ Xuyên       | 9th     | Mai Phi Hành Khởi (枚飞行绮 - MeiFeiXingQi) | Xanh Lam     | Cặp Sinh Đôi Kiêm Nhiệm GNZ48 Team G |
| 66 Thảo Môi Bao Phạn           | 草莓包饭       | Hoàng Di Từ       | 黄怡慈   | Huang YiCi     | 10 tháng 9, 2004  | Tứ Xuyên       | 9th     | Từ Thiết (慈铁 - CiTie)                     | Đỏ           | Cặp Sinh Đôi Kiêm Nhiệm SNH48 Team X |
| Kình Ngư                       | 鲸鱼           | Kim Uyển Oánh     | 金宛莹   | Jin WanYing    | 04/02/2006        | Hắc Long Giang | 15th    |                                             |              |                                      |
| Niết Niết Ma Thự Tiểu Nhiếp    | 捏捏 麻薯 小聂 | Nhiếp Du Cảnh     | 聂渝景   | Nie YuJing     | 5 tháng 6, 2004   | Quảng Đông     | 12th    | Nhục Nhục (肉肉 - RouRou)                   | Bạc          |                                      |
| Niệm Niệm                      | 念念           | Thiền Tử Hàm      | 单子涵   | Shan ZiHan     | 26 tháng 10, 2003 | Chiết Giang    | 13th    |                                             | Hồng         |                                      |
| Tam Tam                        | 三三           | Vương Giai Kỳ     | 王佳琪   | Wang JiaQi     | 31/03/2006        | Hồ Nam         | 15th    |                                             |              |                                      |
| Sa Sa Mộc Tử Trùng Trùng       | 莎莎 木子 重重 | Ngô Duệ Sa        | 吴睿莎   | Wu RuiSha      | 9 tháng 9, 2000   | Quý Châu       | 11th    | Sa Lạp (莎粒 - ShaLi)                       |              |                                      |
| Y Mạc Vạn Vạn                  | 依茉 万万      | Vương Chỉ Y       | 王祉依   | Wang ZhiYi     | 18/11             | Liêu Ninh      | 13th    |                                             |              |                                      |
| Nhất Nhất Thần Y               | 一一 宸祎      | Trương Thần Y     | 张宸祎   | Zhang ChenYi   | 5 tháng 1, 1999   | Hà Bắc         | 9th     | Măng (笋 - Sun)                             |              |                                      |
| Chi Ma                         | 芝麻           | Trương Mộng Tuệ   | 张梦慧   | Zhang MengHui  | 3 tháng 12, 1998  | Giang Tô       | SNH 6th |                                             | Vàng         |                                      |
| Mông Mông Ninh Ninh            | 檬檬 柠柠      | Chu Nhất Ninh     | 朱一柠   | Zhu YiNing     | 20 tháng 11, 2002 | Hà Bắc         | 12th    | Tiểu Thanh Ninh (小青柠 - XiaoQingNing)     | Tím          |                                      |
| Tsuki 34 Huyên Tử              | 暄仔           | Trịnh Chiếu Huyên | 郑照暄   | Zheng ZhaoXuan | 5 tháng 1, 2002   | Tứ Xuyên       | 12th    |                                             |              |                                      |

## Team E
- Màu đại diện cho nhóm: xanh lam
- Thành viên: 16 thành viên chính
- Đội trưởng là Chu Hồng Dung

| Nghệ Danh                | Nghệ Danh      | Tên Thật         | Tên Thật | Tên Thật     | Ngày Sinh         | Quê Quán    | Thế Hệ    | Tên Fandom                                     | Màu Tiếp Ứng | Ghi Chú                   |
| Hán Việt                 | Bản Ngữ        | Hán Việt         | Bản Ngữ  | Latin        | Ngày Sinh         | Quê Quán    | Thế Hệ    | Tên Fandom                                     | Màu Tiếp Ứng | Ghi Chú                   |
| ------------------------ | -------------- | ---------------- | -------- | ------------ | ----------------- | ----------- | --------- | ---------------------------------------------- | ------------ | ------------------------- |
| Mễ Nhiệt Mễ Mễ Công Chúa | 米热 米咪 公主 | A Lệ Mễ Nhiệt    | 阿丽米热 | A Li MiRe    | 17/03/2001        | Tân Cương   | 13th      | Hoa Hương Dương (向日葵 - XiangRiCui)          |              |                           |
| A Ngư Lôi Lôi            | 阿鱼 蕾蕾      | Điêu Hân Dư      | 刁昕妤   | Diao XinYu   | 20/04/2002        | Hà Nam      | 13th      |                                                |              |                           |
| Ý Khương Khương Khương   | 意姜 姜姜      | Đinh Tử Khâm     | 丁子钦   | Ding ZiQin   | 19/02/2002        | Hà Nam      | 13th      |                                                |              |                           |
| Thiết Oa                 | 铁锅           | Quách Hiểu Doanh | 郭晓盈   | Guo XiaoYing | 5 tháng 7, 2001   | Hà Bắc      | 10th      | Thiết Tử (铁子 - TieZi)                        |              |                           |
| Kính Tử                  | 镜子           | Cao Chí Nhàn     | 高志娴   | Gao ZhiXian  | 01/10/1998        | Chiết Giang | SHY48 1st |                                                |              |                           |
| Băng Linh                | 冰灵           | Mã Nguyệt Huyên  | 马明萱   | Ma MingXuan  | 20/07/2003        | Cát Lâm     | 15th      |                                                |              |                           |
| Tiểu Cửu Hân Hân         | 小久 欣欣      | Mã Hân Vũ        | 马欣宇   | Ma XinYu     | 29 tháng 9, 2001  | Ninh Hạ     | 12th      | Cửu Tâm Đường (久心糖 - JiuXinTang)            |              |                           |
| Tiểu Phúc Miuki          | 小福           | Tôn Gia Phức     | 孙嘉馥   | Sun JiaFu    | 13 tháng 6, 2002  | Thiên Tân   | 13th      | Nãi Ngưu (奶牛 - NaiNiu)                       |              |                           |
| Nam Nam Tử               | 南南子         | Vương Tô Nam     | 王苏南   | Wang SuNan   | 16/12/2002        | Giang Tô    | 15th      |                                                |              |                           |
| 41 Dịch Dịch             | 奕奕           | Vương Tư Dịch    | 王思奕   | Wang SiYi    | 6 tháng 5, 2002   | Giang Tô    | 10th      | Hải Đái Tư (海带思 - HaiDaiSi)                 |              |                           |
| Thang Viên Hàm Hàm       | 汤圆 涵涵      | Viên Hàm         | 袁涵     | Yuan Han     | 11/10/2002        | Quảng Đông  | 13th      |                                                |              |                           |
| Trư Trư Tiểu Trư         | 猪猪 小猪      | Chu Hồng Dung    | 朱虹蓉   | Zhu HongRong | 27 tháng 9, 2000  | Vân Nam     | 10th      | Thái Hồng Đường (彩虹糖 - CaiHongTang)         | Xanh Lam     | Đội Trưởng                |
| Hương Thái               | 香菜           | Châu Tương       | 周湘     | Zhou Xiang   | 18 tháng 3, 2001  | Giang Tây   | 4th       | Dĩnh Hỏa Trùng-Đom Đóm (萤火虫 - YingHuoChong) | Cam          | Kiêm Nhiệm SNH48 Team NII |
| Thang Viên               | 汤圆           | Chu Nguyệt Đồng  | 朱玥彤   | Zhu YueTong  | 11/03/2001        | Bắc Kinh    | 15th      |                                                |              |                           |
| Trảo Văn Tiểu Vũ         | 爪雯 小禹      | Trang Nhã Văn    | 庄雅雯   | Zhuang YaWen | 24 tháng 11, 2002 | Sơn Đông    | 12th      | Táo Gai (山楂 - ShanZha)                       |              |                           |

## Thành viên chuyển đi
| Tên Thật        | Tên Thật | Tên Thật      | Ngày Sinh  | Quê Quán    | Thế Hệ | Ghi Chú                      |
| Hán Việt        | Bản Ngữ  | Latin         | Ngày Sinh  | Quê Quán    | Thế Hệ | Ghi Chú                      |
| Team B          | Team B   | Team B        | Team B     | Team B      | Team B | Team B                       |
| --------------- | -------- | ------------- | ---------- | ----------- | ------ | ---------------------------- |
| Thẩm Tiểu Ái    | 沈小爱   | Shen XiaoAi   | 07/12/1998 | Quảng Đông  | 2nd    | Chuyển Sang SNH48 Team SII   |
| Team E          |          |               |            |             |        |                              |
| Cao Úy Nhiên    | 高蔚然   | Gao WeiRan    | 08/10/1998 | Hà Nam      | 4th    | Chuyển Giao Cho GNZ48 Team Z |
| Bành Gia Mẫn    | 彭嘉敏   | Peng JiaMin   | 29/09/1999 | Quảng Đông  | 4th    | Chuyển Sang SNH48 Team SII   |
| Team J          |          |               |            |             |        |                              |
| Hoàng Ân Như    | 黄恩茹   | Huang EnRu    | 05/05/1997 | Chiết Giang | 1st    | Chuyển Sang SNH48 Team SII   |
| Lưu Nhàn        | 刘闲     | Liu Xian      | 27/09/1997 | Tứ Xuyên    | 1st    | Chuyển Sang SNH48 Team NII   |
| Tôn Ngữ San     | 孙语姗   | Sun YuShan    | 13/09/2000 | Sơn Đông    | 1st    | Chuyển Sang SNH48 Team HII   |
| Trương Hoài Cẩn | 张怀瑾   | Zhang HuaiJin | 11/05/1997 | Liêu Ninh   | 1st    | Chuyển Sang SNH48 Team NII   |
| BEJ48           |          |               |            |             |        |                              |
| Ninh Kha        | 宁轲     | Ning Ke       | 02/05/1999 | Tứ Xuyên    | 7th    | Chuyển Sang SNH48 Team SII   |
| Dương Vũ Hinh   | 杨宇馨   | Yang YuXin    | 07/11/2000 | Hà Nam      | 4th    | Chuyển Sang SNH48 Team NII   |

## Thành viên tốt nghiệp
| Tên Thật             | Tên Thật  | Tên Thật        | Ngày Sinh  | Quê Quán       | Thế Hệ    | Năm        | Ghi Chú             |
| Hán Việt             | Bản Ngữ   | Latin           | Ngày Sinh  | Quê Quán       | Thế Hệ    | Năm        | Ghi Chú             |
| Team B               | Team B    | Team B          | Team B     | Team B         | Team B    | Team B     | Team B              |
| -------------------- | --------- | --------------- | ---------- | -------------- | --------- | ---------- | ------------------- |
| Trần Dật Phi         | 陈逸菲    | Chen YiFei      | 18/06/1996 | Thượng Hải     | 1st       | 08/07/2017 | Tốt Nghiệp          |
| Cao Dư Cẩn           | 高予瑾    | Gao YuJin       | 08/01/2000 | Sơn Tây        | 13th      | 12/05/2024 | Rời Nhóm            |
| Hồ Lệ Chi            | 胡丽芝    | Hu LiZhi        | 08/10/1998 | Hồ Nam         | 2nd       | 25/11/2019 | Tốt Nghiệp          |
| Mao Kỳ Vũ            | 毛其羽    | Mao QiYu        | 01/12/1998 | Thượng Hải     | 2nd       | 24/02/2019 | Tốt Nghiệp          |
| Mạnh Thanh Du        | 孟清渝    | Meng QingYu     | 06/06/2006 | 13th           | Thiên Tân | 09/05/2024 | Rời Nhóm            |
| Lý Mộc Dao           | 李沐遥    | Li MuYao        | 03/08/2000 | Thanh Hải      | 2nd       | 16/07/2017 | Tốt Nghiệp          |
| Lữ Nhụy              | 吕蕊      | Lv Rui          | 24/05      | Hà Bắc         | 7th       | 09/2020    | Tốt Nghiệp          |
| Lưu Sùng Điềm        | 刘崇恬    | Liu ChongTian   | 17/09/1995 | Giang Tô       | 2nd       | 17/05/2018 | Tốt Nghiệp          |
| Khúc Mĩ Lâm          | 曲美霖    | Qu MeiLin       | 18/11/1996 | Liêu Ninh      | 4th       | 08/12/2021 | Tốt Nghiệp          |
| Thẩm Chỉ Hàm         | 沈祉含    | Shen ZhiHan     | 11/04/2003 | Chiết Giang    | 13th      | 09/05/2024 | Rời nhóm            |
| Dương Hâm            | 杨鑫      | Yang Xin        | 23/11/1998 | Bắc Kinh       | 3rd       | 02/01/2020 | Tốt Nghiệp          |
| Trương Hâm Như       | 张歆如    | Zhang XinRu     | 28/03/2003 | Tân Cương      | 13th      | 09/05/2024 | Rời Nhóm            |
| Châu Khiết Nghệ      | 周洁艺    | Zhou JieYi      | 29/10/1998 | Giang Tô       | 3rd       | 02/01/2019 | Tốt Nghiệp          |
| Team E               |           |                 |            |                |           |            |                     |
| Trần Chỉ Phi         | 陈枳霏    | Chen ZhiFei     | 16/08/2002 | Sơn Đông       | 13th      | 09/05/2024 | Rời Nhóm            |
| Trần Ức Sam          | 陈亿杉    | Chen YiShan     | 29/06      | Tứ Xuyên       | 7th       | 13/06/2020 | Tốt Nghiệp          |
| Trình Vũ Lộ          | 程宇璐    | Cheng YuLu      | 17/02/1999 | Chiết Giang    | 5th       | 02/03/2021 | Tốt Nghiệp          |
| Kim La Tái           | 金锣赛    | Jin LuoSai      | 04/07/1997 | Chiết Giang    | 2nd       | 16/10/2021 | Rời Nhóm            |
| Kim Hâm              | 金鑫      | Jin Xin         | 02/09/2000 | An Huy         | 3rd       | 17/05/2018 | Tốt Nghiệp          |
| Lý Lệ Mãn            | 李丽满    | Li LiMan        | 01/11/1999 | Quảng Đông     | 5th       | 26/05/2019 | Tốt Nghiệp          |
| Lý Na                | 李娜      | Li Na           | 01/05/1996 | Sơn Đông       | 1st       | 27/05/2018 | Tốt Nghiệp          |
| Lý Hâm Lạc           | 李歆乐    | Li XinLe        | 19/01/2004 | Chiết Giang    | 12th      | 09/05/2024 | Rời Nhóm            |
| Lý Diệp              | 李烨      | Li Ye           | 17/06      | Liêu Ninh      | 2nd       | 19/09/2017 | Tốt Nghiệp          |
| Lý Tông Di           | 李宗颐    | Li ZongYi       | 25/09/1996 | Bắc Kinh       | 3rd       | 17/05/2018 | Tốt Nghiệp          |
| Hoàng Tử Toàn        | 黄子璇    | Huang ZiXuan    | 20/05/2002 | Bắc Kinh       | 2nd       | 02/05/2018 | Tốt Nghiệp          |
| Nhậm Man Lâm         | 任蔓琳    | Ren ManLin      | 21/02/1998 | Trùng Khánh    | 5th       | 22/06/2022 | Tốt Nghiệp          |
| Hùng Hâm             | 熊鑫      | Xiong Xin       | 12/04/1998 | Tứ Xuyên       | 4th       | 09/2020    | Tốt Nghiệp          |
| Từ Tĩnh              | 徐静      | Xu Jing         | 26/09/1997 | Chiết Giang    | 2nd       | 24/10/2017 | Tốt Nghiệp          |
| Ngô Nguyệt Lê        | 吴月黎    | Wu YueLi        | 15/05/1996 | An Huy         | 1st       | 20/05/2017 | Tốt Nghiệp          |
| Dương Nhất Phàm      | 杨一帆    | Yang YiFan      | 17/05/1997 | Tân Cương      | 1st       | 15/09/2019 | Tốt Nghiệp          |
| Tằng Khiết           | 曾洁      | Zeng Jie        | 10/12/1995 | Giang Tây      | 7th       | 13/06/2020 | Tốt Nghiệp          |
| Trương Đan Đan       | 张丹丹    | Zhang DanDan    | 02/10      | Hà Bắc         | 4th       | 26/05/2019 | Tốt Nghiệp          |
| Trịnh Y Linh         | 郑依灵    | Zheng YiLing    | 08/11/1998 | An Huy         | 2nd       | 01/09/2017 | Tốt Nghiệp          |
| Triệu Địch Nhi       | 赵笛儿    | Zhao DiEr       | 04/09/2002 | Sơn Tây        | 2nd       | 11/03/2018 | Tốt Nghiệp          |
| Team J               |           |                 |            |                |           |            |                     |
| Trần Nhã Ngọc        | 陈雅钰    | Chen YaYu       | 04/10/1996 | Hồ Bắc         | 1st       | 13/06/2020 | Tốt Nghiệp          |
| Đỗ Á Hiên            | 杜亚轩    | Du YaXuan       | 18/08/1995 | Thiên Tân      | 7th       | 13/06/2020 | Tốt Nghiệp          |
| Phòng Lôi            | 房蕾      | Fang Lei        | 21/07/1997 | Sơn Đông       | 1st       | 13/06/2020 | Tốt Nghiệp          |
| Cát Ti Kỳ            | 葛司琪    | Ge SiQi         | 08/09/1997 | Hắc Long Giang | 1st       | 13/06/2020 | Tốt Nghiệp          |
| Hà Dương Thanh Thanh | 何阳青青  | HeYang QingQing | 21/07/1997 | Hồ Bắc         | 3rd       | 20/08/2024 | Rời Nhóm            |
| Lan Hiếu             | 兰昊      | Lan Hao         | 27/11/1996 | Bắc Kinh       | 2nd       | 07/2020    | Tốt Nghiệp          |
| Lý Hoằng Dao         | 李泓瑶    | Li HongYao      | 30/03/2000 | Vân Nam        | 1st       | 08/2020    | Tốt Nghiệp          |
| Lý Na                | 李娜      | Li Na           | 22/09/1997 | Hà Bắc         | 3th       | 05/2021    | Tốt Nghiệp          |
| Lý Tư Áo             | 李思奥    | Li SiAo         | 24/07/2001 | Hà Bắc         | 10th      | 17/09/2023 | Bị Loại Khỏi BEJ48  |
| Lưu Nhất Phi         | 刘一菲    | Liu YiFei       | 07/12/1996 | Sơn Đông       | 2nd       | 05/03/2021 | Bị Loại Khỏi BEJ48  |
| Lâu Chú              | 楼澍      | Lou Shu         | 20/02/2001 | Chiết Giang    | 4th       | 26/05/2019 | Tốt Nghiệp          |
| Kiều Ngọc Kha        | 乔钰珂    | Qiao YuKe       | 23/03/2000 | Hà Nam         | 2nd       | 07/2020    | Tốt Nghiệp          |
| Nhậm Tâm Di          | 任心怡    | Ren XinYi       | 18/10/1997 | Sơn Tây        | 1st       | 28/09/2019 | Tốt Nghiệp          |
| Nhậm Nguyệt Lâm      | 任玥霖    | Ren YueLin      | 23/10/2001 | Hồ Nam         | 1st       | 02/2019    | Tốt Nghiệp          |
| Hùng Văn Tiệp        | 熊文婕    | Xiong WenJie    | 23/01/2000 | Giang Tây      | 7th       | 13/06/2020 | Tốt Nghiệp          |
| Hứa Uyển Ngọc        | 许婉玉    | Xu WanYu        | 12/10/2000 | Hà Nam         | 1st       | 02/2019    | Tốt Nghiệp          |
| Thiền Tập Văn        | 单习文    | Shan XiWen      | 31/01/1997 | An Huy         | 1st       | 19/04/2017 | Tốt Nghiệp          |
| Thạch Vũ Sa          | 石羽莎    | Shi YuSha       | 20/06/2002 | Bắc Kinh       | 1st       | 21/05/2018 | Tốt Nghiệp          |
| Vương Vũ Huyên       | 王雨煊    | Wang YuXuan     | 23/05/1999 | Hà Nam         | 1st       | 13/06/2020 | Tốt Nghiệp          |
| Dương Diệp           | 杨晔      | Yang Ye         | 23/03/1998 | Nội Mông       | 1st       | 10/06/2021 | Tốt Nghiệp          |
| Diệp Miêu Miêu       | 叶苗苗    | Ye MiaoMiao     | 13/07/1999 | An Huy         | 1st       | 13/06/2020 | Tốt Nghiệp          |
| Trương Hàn Tử Mạch   | 张韩紫陌  | Zhang HanZiMo   | 13/01/2000 | Bắc Kinh       | 1st       | 06/03/2019 | Tốt Nghiệp          |
| Trương Trí Kiệt      | 张智杰    | Zhang ZhiJie    | 20/6/1998  | Thiên Tân      | 7th       | 12/08/2023 | Tạm Ngưng Hoạt Động |
| Trịnh Tâm Vũ         | 郑心雨    | Zheng XinYu     | 27/04/2001 | Bắc Kinh       | 2nd       | 22/04/2017 | Tốt Nghiệp          |
| BEJ48                |           |                 |            |                |           |            |                     |
| Cao Tử Manh          | 高梓萌    | Gao ZiMeng      | 17/07/2003 | Hà Bắc         | 12th      | 15/08/2023 | Rời Nhóm            |
| Phạm Lộ Nguyên       | 范璐元    | Fan LuYuan      | 13/01/2000 | Bắc Kinh       | 9th       | 02/01/2022 | Rời Nhóm            |
| Phó Dịch Huyên       | 付奕萱    | Fu YiXuan       | 19/01/2001 | Tứ Xuyên       | 4th       | 19/01/2019 | Rời Nhóm            |
| Hàn Tuyết            | 韩雪      | Han Xue         | 29/05/2000 | Hà Nam         | 10th      | 23/05/2023 | Rời Nhóm            |
| Hồ Tuyết Nghinh      | 胡雪迎    | Hu XueYing      | 27/06/1998 | Trùng Khánh    | 9th       | 25/08/2021 | Rời Nhóm            |
| Hoàng Nghiên Phi     | 黄妍菲    | Huang YanFei    | 19/03/2001 | Hồ Bắc         | 9th       | 14/08/2021 | Rời Nhóm            |
| Lý Hải Lâm           | 李海淋    | Li HaiLin       | 30/11/2000 | Tứ Xuyên       | 6th       | 24/01/2019 | Rời Nhóm            |
| Lý Na                | 李娜      | Li Na           | 22/09/1997 | Hà Bắc         | 3rd       | 05/2021    | Rời Nhóm            |
| Lý Thanh Vũ          | 李清雨    | Li QingYu       | 06/04/1998 | Quý Châu       | 4th       | 06/03/2019 | Rời Nhóm            |
| Lâm Oánh             | 林滢      | Lin Ying        | 04/08/2005 | Quảng Đông     | 10th      | 22/06/2022 | Rời Nhóm            |
| Hùng Y Y             | 熊依依    | Xiong YiYi      | 05/10/2000 | Hồ Bắc         | 6th       | 06/03/2019 | Rời Nhóm            |
| Đường Thần Uy        | 唐晨葳    | Tang ChenWei    | 13/06/1998 | Thiểm Tây      | 9th       | 23/03/2023 | Rời Nhóm            |
| Vương Nhã Thi Lam    | 王若 诗蓝 | Wang RuoShiLan  | 17/03/1998 | Thiểm Tây      | 8th       | 23/05/2023 | Rời Nhóm            |
| Vương Ngôn Khê       | 王言蹊    | Wang YanXi      | 15/05/2001 | Sơn Đông       | 10th      | 14/09/2022 | Rời Nhóm            |
| Trương Duệ Di        | 张睿怡    | Zhang RuiYi     | 16/10/1999 | Thiểm Tây      | 8th       | 09/2020    | Rời Nhóm            |
| Trương Ngữ Thiến     | 张语倩    | Zhang YuQian    | 03/04/2000 | Hồ Bắc         | 6th       | 25/04/2019 | Rời Nhóm            |
| Triệu Gia Ly         | 赵嘉丽    | Zhao JiaLi      | 07/10/2001 | Chiết Giang    | 9th       | 08/05/2021 | Rời Nhóm            |
| Chu Lực Duy          | 朱力维    | Zhu LiWei       | 18/05/2000 | Hà Bắc         | 11th      | 01/08/2022 | Bị Loại Khỏi BEJ48  |
| Tôn Hiểu Diễm        | 孙晓艳    | Sun XiaoYan     | 29/11/1998 | Hắc Long Giang | 2nd       | 6/2/2024   | Rời Nhóm            |

## Lý lịch thay đổi đội trưởng và đội phó

### Đội Trưởng
| Đội   | Kỳ Một                                  | Kỳ Hai                                    | Kỳ Ba                        |
| ----- | --------------------------------------- | ----------------------------------------- | ---------------------------- |
| BEJ48 | Trương Mộng Tuệ (03/05/2021—17/09/2023) |                                           |                              |
| Đội B | Đoàn Nghệ Tuyền (15/09/2016—20/04/2019) | Trương Mộng Tuệ (20/04/2019—04/09/2020)   | Trần Trăn Trăn (30/09/2023—) |
| Đội E | Lý Tuệ (15/09/2016—19/01/2019)          | Trương Tiếu Doanh (20/04/2019—04/09/2020) | Chu Hồng Dung (30/09/2023—)  |
| Đội J | Trương Hoài Cẩn (23/12/2017—20/04/2019) | Dương Diệp (20/04/2019—04/09/2020)        |                              |

### Đội Phó
| Đội   | Kỳ Một                                | Kỳ Hai                               |
| ----- | ------------------------------------- | ------------------------------------ |
| Đội B | Lưu Thù Hiền (15/09/2016—20/04/2019)  | Khúc Mĩ Lâm (20/04/2019—04/09/2020)  |
| Đội E | Lưu Thắng Nam (15/09/2016—20/04/2019) | Bành Gia Mẫn (20/04/2019—04/09/2020) |
| Đội J | Dương Diệp (23/12/2017—20/04/2019)    | Lưu Nhất Phi (20/04/2019—04/09/2020) |

## Danh sách đĩa nhạc

### EPs
| #  | Tên                                        | Tên                       | Thời Gian  |
| -- | ------------------------------------------ | ------------------------- | ---------- |
| 01 | The Awaking (元气觉醒)                     | Sự Thức Tỉnh              | 06/09/2016 |
| 02 | Smiling Sunflower (微笑的向日葵)           | Hoa Hướng Dương Mỉm Cười  | 06/01/2017 |
| 03 | Manifesto (宣言)                           | Tuyên Ngôn                | 01/04/2017 |
| 04 | Variety Of Exclamation Points (百变惊叹号) | Dấu Chấm Than Bất Biến    | 30/09/2017 |
| 05 | First Wishes (最初的祝愿)                  | Lời Chúc Đầu Tiên         | 24/12/2017 |
| 06 | Eyes On Me                                 | Mắt Nhìn Tôi              | 26/03/2018 |
| 07 | Now And Forever (此刻到永远)               | Bây Giờ Và Mãi Mãi        | 20/12/2018 |
| 08 | Once Upon The Light Of Dawn (晨曦下的我们) | Chúng Ta Dưới Ánh Ban Mai | 27/03/2019 |

### Digital Singles
| #  | Tên                                    | Tên                         | Thời Gian  |
| -- | -------------------------------------- | --------------------------- | ---------- |
| 01 | Love Escort (爱的护航)                 | Hộ Tống Tình Yêu            | 14/05/2017 |
| 02 | Force (力)                             | Lực Lượng                   | 27/04/2018 |
| 03 | Eyes on Dragon                         | Mắt Nhìn Rồng               | 30/07/2018 |
| 04 | Where The Stars Shine (星空闪耀的地方) | Nơi Những Ngôi Sao Tỏa Sáng | 05/07/2019 |

### Stage Albums
| #  | Tên                                                                   | Thời Gian  |
| -- | --------------------------------------------------------------------- | ---------- |
| 01 | Team B 3rd Stage "B A FIGHTER"(Team B 3rd Stage 「B A FIGHTER」)      | 20/01/2018 |
| 02 | Team J 2nd Stage "HAKUNA MATATA" (Team J 2nd Stage 「HAKUNA MATATA」) | 22/07/2018 |
| 03 | Team E 3rd Stage "Yǔhuà Chéng Dié" (Team E 3rd Stage 「羽化成蝶」)    | 19/10/2019 |

### Other EPs
On SNH48 EPs & Albums
| #  | Tên                                    | Tên                             | EP / Album                         | EP / Album            | Thời Gian  |
| -- | -------------------------------------- | ------------------------------- | ---------------------------------- | --------------------- | ---------- |
| 01 | Love Escort (爱的敝项)                 | Hộ Tống Tình Yêu                | Princess's Cloak (公主披風)        | Áo Choàng Công Chúa   | 12/10/2016 |
| 02 | Choose Me You (选择我的你)             | Hãy Chọn Tôi Nhé Bạn            | Summer Pirates (夏日檸檬船)        | Cướp Biển Mùa Hè      | 19/05/2017 |
| 03 | Very Ice Cream (非常 Ice Cream)        | Rất Kem                         | Summer Pirates (夏日檸檬船)        | Cướp Biển Mùa Hè      | 19/05/2017 |
| 04 | Heart Puzzle (心的拼图)                | Câu Đố Về Trái Tim              | Summer Pirates (夏日檸檬船)        | Cướp Biển Mùa Hè      | 19/05/2017 |
| 05 | Jump Up (跳起来)                       | Nhảy Lên                        | Forest Theorem (森林法则)          | Luật Rừng             | 17/05/2018 |
| 06 | Hear The Melody Of Love (听见爱的旋律) | Nghe Giai Điệu Của Tình Yêu     | Dream In A Summer (那年夏天的梦)   | Giấc Mơ Mùa Hè Năm Ấy | 13/05/2019 |
| 07 | Beautiful World                        | Thế Giới Tươi Đẹp               | Beautiful Day (天晴了)             | Ngày Tươi Đẹp         | 13/06/2020 |
| 08 | Once Upon The Light Of Dawn            | Ngày Xửa Ngày Xưa Ánh Bình Minh | Uniquely Touching (绝无仅有的感动) | Cảm Động Độc Đáo      | 01/03/2022 |
| 09 | RóngYào XūnZhāng                       |                                 | Into The World (重逢的世界)        | Thế Giới Đoàn Tụ      | 02/2023    |

## Các giai đoạn

### BEJ48
| #  | Tên                                              | Tên                      | Thời Gian               | Biểu diễn |
| -- | ------------------------------------------------ | ------------------------ | ----------------------- | --------- |
| 01 | Each Other's Future (彼此的未来)                 | Tương Lai Của Nhau       | 22.11.2020 - 27.11.2021 | 35        |
| 02 | We Are The BEJ                                   | Chúng Tôi Là BEJ         | 11.12.2021 - 04.02.2023 | 30        |
| 03 | Grassland has a date with you (草原和你有个约会) | Grassland Có Hẹn Với Bạn | 01.05.2022 - 04.06.2022 | 5         |
| 04 | Want To Meet You Very Much (很想和你见面)        | Muốn Gặp Bạn Lắm         | 11.06.2022 - 19.11.2022 | 12        |
| 05 | My Stage (我的舞台)                              | Sân Khấu Của Tôi         | 11.02.2023 - 30.09.2023 | 28        |

### Team B
| #  | Tên                                                                 | Tên                                             | Thời Gian               | Biểu diễn |
| -- | ------------------------------------------------------------------- | ----------------------------------------------- | ----------------------- | --------- |
| 01 | Theather No Megami (剧场女神)                                       | Nữ Thần Sân Khấu                                | 29.04.2016 - 30.09.2016 | 39        |
| 02 | Journey Of The Heart (心的旅程)                                     | Hành Trình Của Trái Tim                         | 02.10.2016 - 09.04.2017 | 34        |
| 03 | Eighteen Shining Moments (十八個閃耀瞬間)                           | Mười Tám Khoảnh Khắc Tỏa Sáng                   | 14.04.2017 - 24.12.2017 | 44        |
| 04 | B A Fighter                                                         | B A Fighter                                     | 19.01.2018 - 03.07.2020 | 105       |
| 05 | Eighteen Shining Moments-Top Secret Code (十八个闪耀瞬间-绝密代码)  | Mười Tám Khoảnh Khắc Tỏa Sáng-Mật Mã Tối Thượng | 03.05.2019 - 30.11.2019 | 20        |
| 06 | Eighteen Shining Moments-Tyndall Effect (十八个闪耀瞬间-丁达尔效应) | Mười Tám Khoảnh Khắc Tỏa Sáng-Hiệu Ứng Tyndall  | 06.12.2019 - 11.01.2020 | 9         |
| 7  | B A Fighter                                                         | B A Fighter                                     | 01.10.2023-Now          |           |

### Team E
| #  | Tên                                  | Tên                       | Thời Gian                                       | Biểu diễn |
| -- | ------------------------------------ | ------------------------- | ----------------------------------------------- | --------- |
| 01 | Pajama Drive (不眠之夜)              | Đêm Không Ngủ             | 30.04.2016 - 17.12.2016 27.04.2019 - 01.05.2019 | 53 2      |
| 02 | Fantasy Coronation (奇幻加冕礼)      | Lễ Đăng Quang Tưởng Tượng | 24.12.2016 - 22.04.2018                         | 88        |
| 03 | Universe                             | Vũ Trụ                    | 30.04.2018 - 25.11.2018                         | 42        |
| 04 | Universe 2.0                         | Vũ Trụ 2.0                | 21.12.2018 - 13.10.2019                         | 53        |
| 05 | Eclosion Into Butterflies (羽化成蝶) | Vũ Hoá Thành Bướm         | 18.10.2019 - 05.07.2020                         | 27        |
| 06 | Double Sided Idol (双面偶像)         | Thần Tượng Hai Mặt        | 02.10.2023 - Now                                |           |

### Team J
| #  | Tên                                     | Tên                      | Thời Gian               | Biểu diễn |
| -- | --------------------------------------- | ------------------------ | ----------------------- | --------- |
| 01 | Exclusive Party (专属派对)              | Bữa Tiệc Độc Quyền       | 29.10.2016 - 17.09.2017 | 64        |
| 02 | Because I Like You (因为喜欢你)         | Bởi Vì Tôi Thích Bạn     | 23.09.2017 - 30.04.2018 | 42        |
| 03 | Because I Like You 2.0 (因为喜欢你 2.0) | Bởi Vì Tôi Thích Bạn 2.0 | 05.05.2018 - 08.07.2018 | 15        |
| 04 | Hakuna Matata                           | Hakuna Matata            | 14.07.2018 - 17.01.2020 | 81        |
| 05 | Dream Banner (梦想的旗帜)               | Lá Cờ Ước Mơ             | 13.07.2019 - 18.07.2020 | 19        |

### Trainee
| #  | Tên               | Tên                        | Thời Gian               | Biểu diễn |
| -- | ----------------- | -------------------------- | ----------------------- | --------- |
| 01 | Next Idol Project | Dự Án Thần Tượng Tiếp Theo | 28.04.2018 - 03.01.2019 | 17        |

## Trình diễn
Các tác phẩm điện ảnh và truyền hình bao gồm:

### Kịch Mạng
| #  | Thời Gian  | Tên        | App      | Tham Gia | Ghi Chú |
| -- | ---------- | ---------- | -------- | -------- | ------- |
| 01 | 2017.07.03 | 少年有点酷 | 腾讯视频 | Team E   |         |

### Phim Trực Tuyến
| #  | Thời Gian         | Tên                | Tham Gia                                                   | Ghi Chú |
| -- | ----------------- | ------------------ | ---------------------------------------------------------- | ------- |
| 01 | 2017              | 十全九美之真爱无双 | Thanh Ngọc Văn, Diêm Minh Quân...                          |         |
| 02 | 2017              | 有言在仙           | Lý Tuệ, Trần Thiến Nam, Hoàng Ân Như...                    |         |
| 03 | 2018              | 大唐嘻游记         | Đoàn Nghệ Tuyền, Tô Sam Sam, Mã Ngọc Linh, Lưu Thù Hiền... |         |
| 04 | 2018              | 狄大人驾到         | Lưu Thù Hiền..                                             |         |
| 05 | Sẽ Được Phát Sóng | 妙偶天成           | Đoàn Nghệ Tuyền, Trương Mộng Tuệ                           |         |

### Sinh Tồn
Youth With You 2020 Lưu trữ ngày 1 tháng 7 năm 2022 tại Wayback Machine

Produce Camp 2020 Lưu trữ ngày 16 tháng 8 năm 2022 tại Wayback Machine

### Chương Trình
| #  | Thời Gian             | Tên                              | App               | Số Tập | Ghi Chú                                                    |
| -- | --------------------- | -------------------------------- | ----------------- | ------ | ---------------------------------------------------------- |
| 01 | 12.06.2016-10.07.2016 | 1048                             | 騰訊視頻          | 6      |                                                            |
| 02 | 05.12.2016-03.04.2017 | 彼异界播报                       | 腾讯视频-Bilibili | 16     |                                                            |
| 03 | 17.07.2017-11.12.2017 | 彼异界播报II                     | 腾讯视频-Bilibili | 16     |                                                            |
| 04 | 04.10.2018-02.01.2020 | 彼异界播报III                    | 腾讯视频-Bilibili | 10     |                                                            |
| 05 | 16.05.2019-16.07.2019 | 彼异界播报III—FUKO浮口侦讯室     | 腾讯视频-Bilibili | 3      | Chương Trình Độc Quyền Của Phùng Tư Giai                   |
| 06 | 23.07.2019-05.12.2019 | 彼异界播报III—33个派对           | 腾讯视频-Bilibili | 4      | Chương Trình Độc Quyền Của Tô Sam Sam                      |
| 07 | 10.12.2019-13.01.2020 | 彼异界奇妙屋                     | 腾讯视频-Bilibili | 3      |                                                            |
| 08 | 03.03.2020-22.04.2020 | 宅家我可以                       | 口袋48            | 24     | Phát Sóng Trực Tiếp                                        |
| 09 | 12.03.2020-06.06.2020 | 青春有你2                        | 爱奇艺            | 23     | Tổng Cộng Có 2 Thành Viên Tham Gia Với Tư Cách Là Học Viên |
| 10 | 17.03.2020-20.04.2020 | DDD大挑战                        | Bilibili          | 6      | Chương Trình Độc Quyền Của Đoàn Nghệ Tuyền                 |
| 11 | 02.05.2020-04.07.2020 | 创造营2020                       | 腾讯视频          | 10     | Tổng Cộng Có 3 Thành Viên Tham Gia Với Tư Cách Là Học Viên |
| 12 | 29.05.2020-23.07.2020 | 炙熱的我們                       | 腾讯视频          | 8      | Thanh Ngọc Văn Tham Gia                                    |
| 13 | 24.07.2020-06.08.2020 | 瑾张嘻嘻                         | Bilibili          | 3      | Chương Trình Độc Quyền Của Trương Hoài Cẩn                 |
| 14 | 30.11.2020-06.12.2020 | 来吧！火锅人                     | 口袋48            | 5      | Phát Sóng Trực Tiếp                                        |
| 15 | 23.12.2020-24.12.2020 | 换吧！礼物人                     | 口袋48            | 2      | Phát Sóng Trực Tiếp                                        |
| 16 | 12.01.2021-14.01.2021 | 就决定推你了!                    | 口袋48-Bilibili   | 2      | Phát Sóng Trực Tiếp                                        |
| 17 | 11.03.2021-15.04.2021 | BEJ48课堂日记                    | Bilibili          | 6      |                                                            |
| 18 | 30.04.2021-25.06.2021 | 彼异界COME ON！                  | 新浪微博-Bilibili | 2      | Dự Án Đặc Biệt Kỉ Niệm 5 Năm                               |
| 19 | 20.08.2021-22.08.2021 | 彼异界爱豆面试题                 | 口袋48-Bilibili   | 2      | Phát Sóng Trực Tiếp                                        |
| 20 | 28.08.2021-29.08.2021 | 彼异界随堂小测                   | 口袋48-Bilibili   | 2      | Phát Sóng Trực Tiếp                                        |
| 21 | 04.09.2021-05.09.2021 | 秋日的第一场约会                 | 口袋48-Bilibili   | 2      | Phát Sóng Trực Tiếp                                        |
| 22 | 27.10.2021-17.11.2021 | “WE ARE THE BEJ”冬季旅行图画导航 | 新浪微博-Bilibili | 3      |                                                            |
| 23 | 29.10.2021-10.11.2021 | 暖暖茶话会                       | 新浪微博-Bilibili | 3      |                                                            |
| 24 | 31.10.2021            | BEJ48万圣节KTV直播               | 口袋48-Bilibili   | 1      | Phát Sóng Trực Tiếp                                        |
| 25 | 17.02.2022            | 2022北芭荣耀之夜                 | 口袋48-Bilibili   | 1      | Phát Sóng Trực Tiếp                                        |
| 26 | 29.11.2022-21.02.2023 | 发光吧！练习室                   | Bilibili          | 28     |                                                            |
| 27 | 10.02.2023-03.03.2023 | 彼异界游戏房                     | Bilibili          | 4      |                                                            |
| 28 | 23.04.2023-Now        | 遇见未来                         | Bilibili          |        | Chuỗi Kỷ Niệm 7 Năm “7 Cuộc Gặp Gỡ Trong Chuyển Động”      |
| 29 | 06.07.2023-Now        | 草原和你有个约会                 | Bilibili          |        |                                                            |

### Phát Thanh
| #  | Thời Gian             | Tên             | App      | Số Tập | Ghi Chú |
| -- | --------------------- | --------------- | -------- | ------ | ------- |
| 01 | 11.11.2016-03.02.2017 | 彼异界夜谈      | 口袋48   | 12     |         |
| 02 | 14.12.2020-04.01.2021 | BEJ48的晚安频道 | 新浪微博 | 21     | Mùa 1   |
| 03 | 08.04.2021-25.04.2021 | BEJ48的晚安频道 | 新浪微博 | 18     | Mùa 2   |

### Phim Tài Liệu
| #  | Thời Gian  | Tên                  | Ghi Chú                                               |
| -- | ---------- | -------------------- | ----------------------------------------------------- |
| 01 | 2017.04.29 | 最好的我们           | Phim Tài Liệu Chính Thức Đầu Tiên Của BEJ48           |
| 02 | 2019.06.27 | BEJ48 Team J 纪录片  | Phim Truyện Chung Kết Lần Thứ 6 Của Nhóm SNH48        |
| 03 | 2019.07.03 | BEJ48 TEAM E 纪录片  | Phim Truyện Chung Kết Lần Thứ 6 Của Nhóm SNH48        |
| 04 | 2019.07.10 | BEJ48 TEAM B 纪录片  | Phim Truyện Chung Kết Lần Thứ 6 Của Nhóm SNH48        |
| 05 | 2020.08.13 | 心愿之旅             |                                                       |
| 06 | 2020.11.23 | BEJ48 复出公演纪录片 | Video Mở Đầu Buổi Biểu Diễn "Mutual Future" Của BEJ48 |
| 07 | 2021.07.31 | BEJ48 总选加油纪录片 |                                                       |